# Батюнинская улица
Батю́нинская улица — улица, расположенная в Юго-Восточном административном округе города Москвы на территории района Печатники в микрорайоне Курьяново.

## Происхождение названия
Названа в 1976 году по находившейся здесь деревне Батюнино (Батюнина), показанной уже на плане 1682 года и включённой в пределы Москвы в 1960 году. Название деревни образовано от антропонима Батюнин или Батюня (батя — «отец»).

## Описание
Батюнинская улица начинается от Шоссейной улицы как продолжение Иловайской улицы и идёт на запад. С севера к улице примыкает Батюнинский проезд, затем с юга к ней примыкают 3-я и 4-я Курьяновские улицы. В месте примыкания 4-й Курьяновской улицы Батюнинская улица плавно меняет направление на северо-западное и идёт далее. Улица заканчивается в районе дома 15, стр. 54 по 1-му Курьяновскому проезду.

## Примечательные здания и сооружения
Нумерация домов ведётся от Шоссейной улицы.

### по нечётной стороне
- Дом 1 — Сбербанк России, банкомат.
- Дом 1, стр. 2 — магазин «Дикси».
- Дом 9 — Детский сад № 1135.

### по чётной стороне
- Дом 10 — Горзеленхоз № 7 (участок № 6); торговая фирма «Зодиак».